# Сафлоровое масло

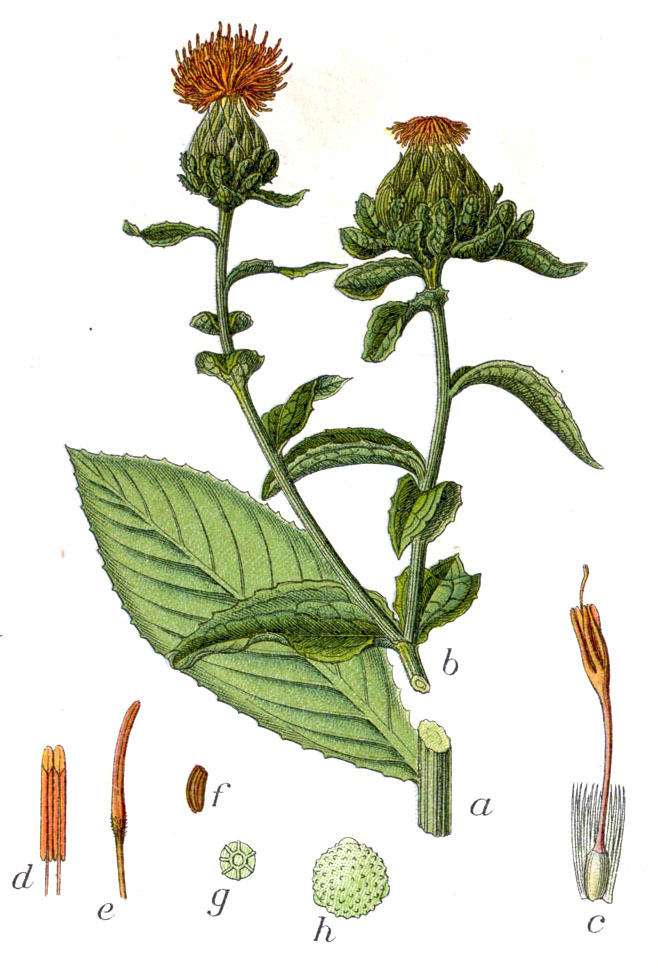
Сафлор красильный.

Сафло́ровое ма́сло— растительное масло, получаемое из семян сафлора красильного (Carthamus tinctorius).
На вид прозрачно, от насыщенно-желтого до темно-зеленого цвета, с цветочно-ореховым вкусом и легкой горчинкой, аромат легкий, натурального растительного масла.
Масло, полученное из очищенных семян, используется в качестве пищевого. Масло из неочищенных семян обладает горьким вкусом, его применяют для приготовления светлых, нежелтеющих олиф, в мыловарении и производстве линолеума.

## История
Сафлор является одной из старейших культур в истории человечества. Археологические останки найденные на территории Месопотамии  указывают на возможный возраст около 2500 лет до нашей эры.
Доподлинно известно, что сафлор использовали еще во времена Древнего Египта, из него получали оранжевый пигмент, который использовали в качестве красителя для тканей, которыми обматывали умерших.
Позже, в Средние века, сафлор получил широкую известность в Европе, им окрашивали ткани из которых шили одежду. В Франции и Италии им окрашивали сыры и колбасы. Долгое время сафлор считался исключительно пищевым красителем красно-оранжевых оттенков. На сегодняшний день это по-большей степени масленичная культура.
Лепестки сафлора с древних времен использовали в качестве альтернативы шафрану, как более дешевый аналог. 
Многие годы сафлоровое масло считалось пригодным к употреблению, только в сыром виде и в качестве заправок. Но благодаря развитию промышленности и современным технологиям сафлоровое масло стало пригодным для готовки и жарки, став отличной альтернативой подсолнечному маслу, которое по-прежнему не пригодно для жарки в нерафинированном виде.

## География
Существует два очевидных лидера по производству сафлорового масла: США и Казахстан. США явный лидер по выращиванию и производству сафлорового масла с высоким содержанием мононенасыщенной жирной кислоты (олеиновая кислота) в составе. Существует два типа сафлора, которые производят различные виды масла: один с высоким содержанием мононенасыщенной жирной кислоты (олеиновая кислота), а другой с высоким содержанием полиненасыщенной жирной кислоты (линолевой кислоты).
В 2018 году мировое производство семян сафлора составило 627 653 тонны во главе с Казахстаном, а это 34% от общего мирового объема. Другими значительными производителями были Соединенные Штаты и Индия, 26% мирового производства вместе взятых.
| Страна                        | Общее производство семян (в тоннах) |
| ----------------------------- | ----------------------------------- |
| Казахстан                     | 214 149                             |
| США                           | 107 220                             |
| Мексика                       | 58 675                              |
| Индия                         | 55 000                              |
| Турция                        | 35 000                              |
| Общее глобальное производство | 627 653                             |

Сафлор предпочитает высокие температуры и лучше всего растет при 28–35 °C и устойчив к засухе. Растение имеет очень развитую корневую систему идущую вглубь земли и питающей влагой из глубоких слоев почвы листья и цветы.   Лишь незадолго до и во время активного цветения сафлор нуждается во влаге. При этом в случае чрезмерного водоснабжения подвержен гниению корней.
Сафлор созревает, когда большинство листьев стали коричневыми примерно через 30 дней после цветения.

## Свойства
Температура застывания масла — от −13 до −20 °C, кинематическая вязкость при 20 °C — (61—85)⋅10−6м/с, йодное число — 130—155.
Сафлоровое масло является рекордсменом по содержанию линолевой кислоты и способно восполнить дефициты при регулярном употреблении масла в пищу. В отличие от многих других растительных масел, сафлоровое содержит разновидность витамина Е: гамма-токотриенол (0,8 мг%). Но при этом сафлоровое масло лишено  сквалена.

## Польза
Линолевая кислота, которой в составе сафлорового масла около 80% на 100гр., относится к незаменимым, т. е. не может синтезироваться в человеческом организме. Она необходима для обеспечения целостности плазматических мембран, процессов роста и воспроизводства, функционирования кожи и других органов.
Сафлоровое масло при регулярном употреблении в пищу нормализует уровень холестерина, снижает риск возникновения кардиологических патологий, активизирует регенерацию клеток эпителия и контролирует уровень глюкозы в крови. 
Масло абсолютно не содержит в составе углеводов.
В сафлоровом масле содержится белок, который способствует укреплению иммунитета и повышению защитных сил организм. Специалисты рекомендуют вводить растительный состав в рацион людей, склонных к развитию заболеваний печени, мочеполовой системы и желчного пузыря. Обилие антиоксидантов делает сафлоровое масло отличным средством по борьбе с онкологией.

## Применение в косметологии
Сафлоровое масло некомедогенное и подходит для использования в чистом виде в косметологии. Масло активно используется для массажа, в том числе лица и головы. Его втирание в кожу головы способствует нормализации кровообращения и укреплению волосяных луковиц.
Из натриевых солей жирных кислот сафлорового масла производят мыло.
Косметические средства произведенные из сафлорового масла считаются биоразлагаемыми.